# Oxymastinocerus unicolor
Oxymastinocerus unicolor is een keversoort uit de familie Phengodidae. De wetenschappelijke naam van de soort is voor het eerst geldig gepubliceerd in 1926 door Pic.